# Головино (Таруський район)
Головино (рос. Головино) — присілок в Таруському районі Калузької області Російської Федерації.
Населення становить 3 особи. Входить до складу муніципального утворення Село Петрищево.

## Історія
Від 2004 року входить до складу муніципального утворення Село Петрищево

## Населення
| 2002 | 2010 |
| ---- | ---- |
| 11   | ↘3   |